# Kikonen

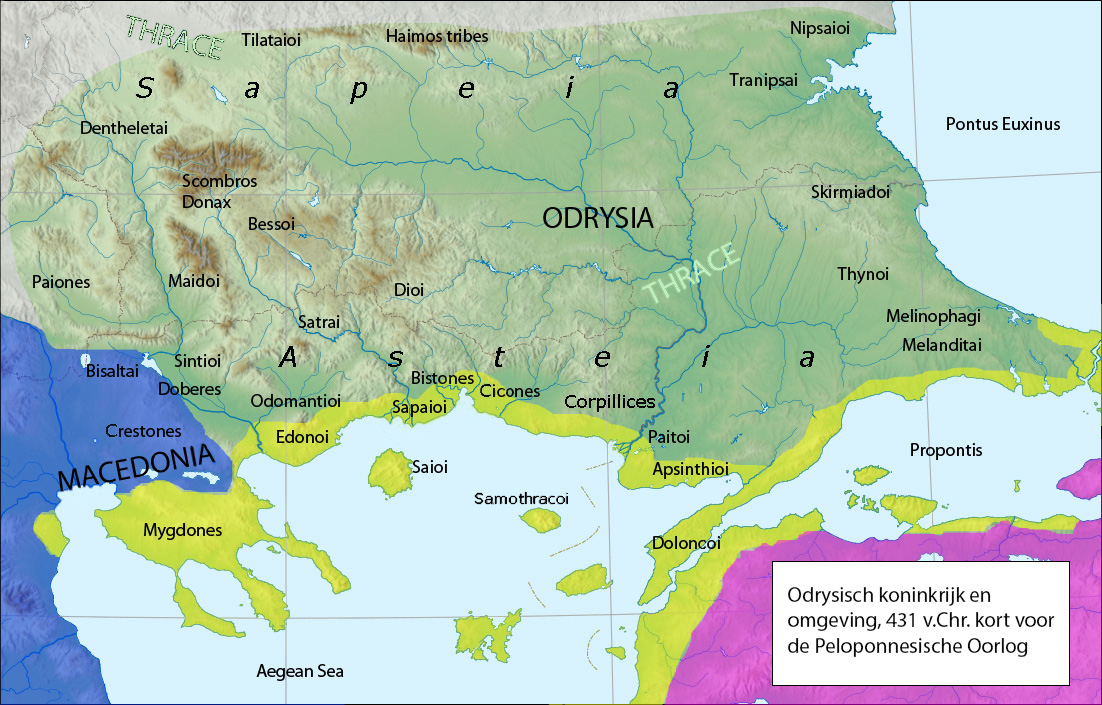
Kaart met gebied van de Kikonen, Cicones
Macedonië
Delische Bond
Perzische Rijk

De Kikonen waren een Thracische volksstam uit de Griekse mythologie. Zij leefden aan de Egeïsche Zee.
Homerus schrijft over de ontmoeting van Odysseus met de Kikonen. De Kikonen streden in de Trojaanse Oorlog aan de zijde van de Trojanen mee onder leiding van Euphemos, zoon van Troizenos, de zoon van Keas. Odysseus kwam dit buurvolk van de Trojanen na die oorlog op zijn tocht naar huis, naar Ithaka tegen. Hij verwoestte Ismara, hun stad aan zee. De gezellen van Odysseus weigerden terug aan boord van de schepen te gaan, maar toen kwamen de ontkomen Kikonen terug met volksgenoten uit andere steden. Ze versloegen de Grieken zodat Odysseus op ieder schip zes manschappen verloor. Odysseus voer verder en kwam na de Kikonen bij de Lotofagen, bij de cycloop en moest nog tal van beproevingen doorstaan vooraleer hij thuis kwam.